# Riley 4
O  Riley 4  é uma família de modelos de porte grande da Riley, divisão da British Motor Corporation.